# Jochen Mietzner
Joachim „Jochen“ Mietzner (* Mai 1943) ist ein ehemaliger Ruderer aus der DDR.

## Leben und Karriere
Mietzner startete für den ASK Vorwärts Rostock und wurde viermal DDR-Meister im Zweier (2+) und Vierer mit Steuermann (4+) und erreichte weitere Medaillen im Vierer ohne Steuermann (4-). Gemeinsam mit Günter Roock und Steuermann Johannes Nath erreichte er im Zweier mit Steuermann (2+) den sechsten Platz bei den Ruder-Europameisterschaften 1969 in Klagenfurt. Bei den Ruder-Weltmeisterschaften 1970 im kanadischen St. Catharines gewann Mietzner gemeinsam mit seinen Vereinskameraden Bernd Meerbach, Rolf Zimmermann, Karl-Heinz Prudöhl und Steuermann Karl-Heinz Danielowski die Silbermedaille im Vierer mit Steuermann.
In Jugendjahren war Mietzner in Schwerin als Radsportler aktiv, später arbeitete er als Radsporttrainer in Frankfurt (Oder).
Im Januar 1968 wurde Mietzner als Meister des Sports ausgezeichnet. Er ist seit 1987 mit der Handball-Weltmeisterin von 1978 Katrin Krüger verheiratet, die gemeinsame Tochter Franziska Mietzner (* 1988) wurde ebenfalls Handball-Nationalspielerin.